# ماشین جنگی
ماشین جنگی (به انگلیسی: War Machine) با نام اصلی جیمز روپرت «رودی» رودس، یک شخصیت خیالی ابرقهرمان در کتاب‌های کامیک منتشر شده توسط مارول کامیکس است. این شخصیت توسط دیوید میشیلینیه، جان بیرن و باب لیتون خلق شده است و اولین بار در کمیک‌های مرد آهنی شماره ۱۱۸ام (ژانویه ۱۹۷۹) حضور پیدا کرد. زره ماشین جنگ که لباس جنگی مسلح و امضای وی می‌باشد، ابتدا به وسیله لن کامینیسکی و کوین هاپگود طراحی شد.
این شخصیت در سریال انیمیشنی مردآهنی، مردآهنی: ماجراجویی با زره و همینطور فیلم کارتونی مردآهنی شکست ناپذیر حضور داشت. این شخصیت در مرد آهنی (۲۰۰۸) به وسیلهٔ ترنس هاوارد بازی شد، اما در قسمت‌های بعدی این سه‌گانه، دن چیدل به نقش آفرینی پرداخت.